# Westin Grand Berlin
Pour les articles homonymes, voir Westin (homonymie).
Le Westin Grand Berlin est un palace situé à Berlin-Mitte, Friedrichstrasse.

## Au cinéma
Plusieurs séquences de films, téléfilms et séries télévisées ont été tournées dans l'hôtel, notamment La Mort dans la peau (The Bourne Supremacy, 2004) de Paul Greengrass et Victoria (2015) de Sebastian Schipper.
Allt flyter (2008), film suédois de Måns Herngren, Separation City (en) (2009), ainsi que le film indien Don 2, réalisé par Farhan Akhtar et sorti en 2011, ont également été partiellement tournés dans le palace,

## Clients notoires
Parmi les clients notoires de l'établissement figurent Peter Falk, Peter Ustinov, Larry Hagman, Pamela Anderson et Plácido Domingo.